# Municipio Catazajá
Koordinaten: 17° 44′ N, 92° 1′ W
Catazajá ist ein Municipio im Norden des mexikanischen Bundesstaats Chiapas. Das Municipio hat etwa 17.000 Einwohner und ist 631,8 km² groß. Verwaltungssitz und größter Ort ist das gleichnamige Catazajá. 
Der Name Catazajá ist mayanischen Ursprungs und bedeutet „vom Wasser bedecktes Tal“.

## Geographie
Das Municipio Cacahoatán liegt im äußersten Norden des mexikanischen Bundesstaats Chiapas auf Höhen unter 100 m. Es zählt zur Gänze zur physiographischen Provinz der südlichen Küstenebene des Golfs von Mexiko und liegt gänzlich in der hydrologischen Region Grijalva-Usumacinta. Die Geologie des Municipios wird zu 46 % von Sandstein bestimmt bei 26 % palustrischen Ablagerungen und 17 % Alluvionen; vorherrschende Bodentypen sind Gleysol (60 %) und Vertisol (12 %). Gut die Hälfte der Gemeindefläche dient als Weideland.
Das Municipio Catazajá grenzt an das Municipio Palenque und an den Bundesstaat Tabasco.

## Bevölkerung
Beim Zensus 2010 wurden im Municipio 17.140 Menschen in 4.218 Wohneinheiten gezählt. Davon wurden 451 Personen als Sprecher einer indigenen Sprache registriert, davon 216 Sprecher des Chol. Gut 17 Prozent der Bevölkerung waren Analphabeten. 5.941 Einwohner wurden als Erwerbspersonen registriert, wovon gut 89 % Männer bzw. 0,6 % arbeitslos waren. Gut 20 % der Bevölkerung lebten in extremer Armut.

## Orte
Das Municipio Catazajá umfasst 173 bewohnte localidades, von denen nur der Hauptort vom INEGI als urban klassifiziert ist. Drei der Orte wiesen beim Zensus 2010 eine Einwohnerzahl von über 1000 auf, 138 Orte hatten weniger als 100 Einwohner. Die größten Orte sind:
| Ort              | Einwohner |
| Catazajá         | 2973      |
| Punta Arena      | 1365      |
| Loma Bonita      | 1071      |
| Ignacio Zaragoza | 0963      |